# Селиваниха (приток Вязьмы)
Селиваниха — небольшая река в России, протекает в Ивановской области. Устье реки находится по левому берегу реки Вязьмы. Исток реки находится в лесах Тейковского района. Не судоходна.
Населённых пунктов вдоль русла реки нет.